# Rüya Taner
Rüya Taner (nascuda el 1971, a Schwenningen, Alemanya) és una pianista turco-xipriota. Es va establir a Ankara, Turquia, des de començaments dels anys 80, i va estudiar al Hacettepe University Ankara State Conservatory, Taner és reconeguda com una de les més destacades pianistes de la nova generació de pianistes turcs. Taner és ciutadana de Turquia i de la República Turca del Nord de Xipre.

## Biografia

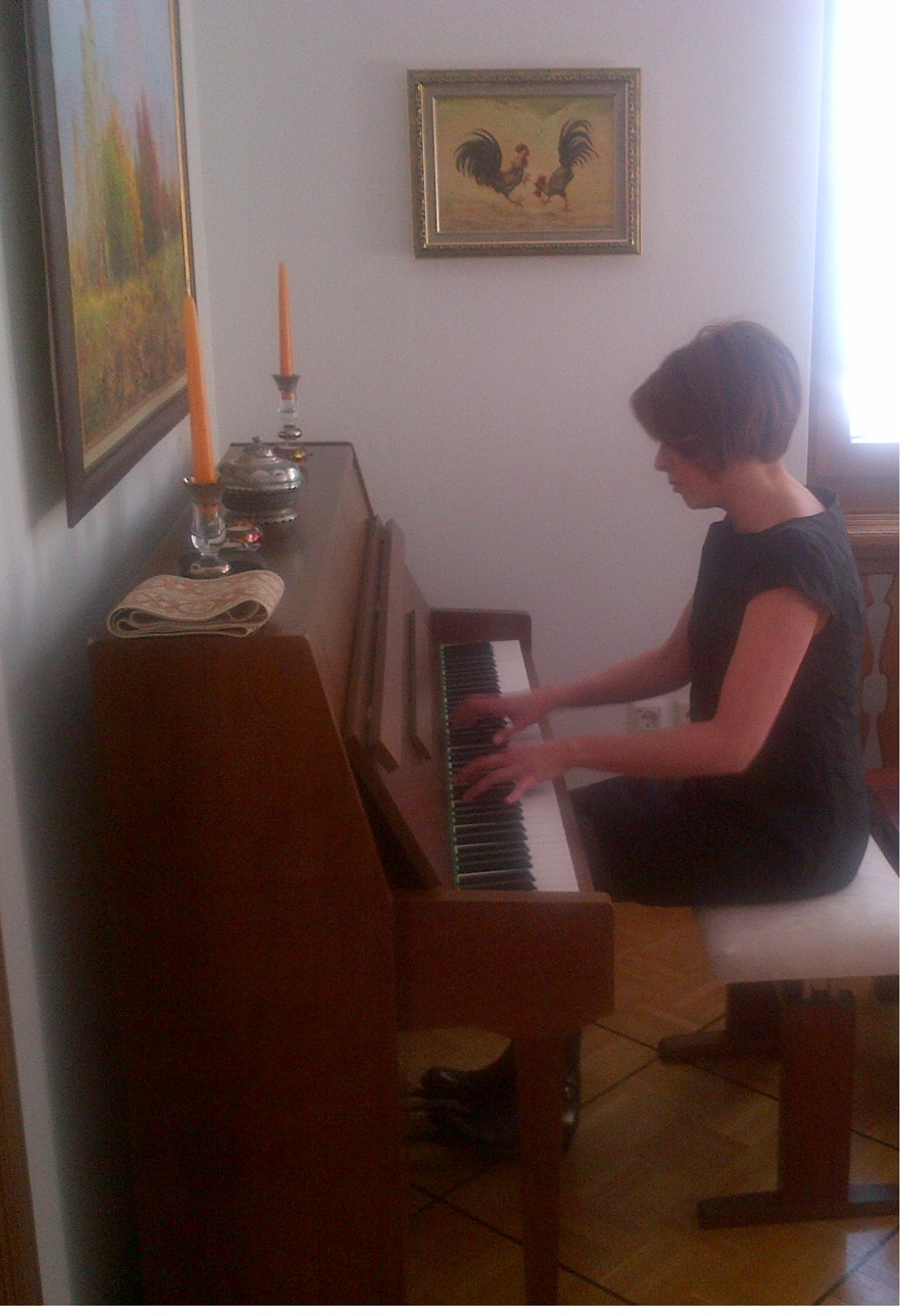
Rüya Taner practicant el piano.

La seva formació musical va començar amb el seu pare, que va seguir estudis a l'Ankara State Conservatory amb Mithat Fenmen i amb Tulga Çetiz. A l'edat d'11 anys, va guanyar una beca estatal a Londres gràcies a la Üstün Yetenekli Çocuklar Yetiştirme Yasası (Llei per a la formació de superdotats), on va estudiar amb el professor Joan Havill a la Guildhall School of Music and Drama (GSMD). El 1992 va obtenir els diplomes AGSM (Associate of the Guildhall School of Music) i ARCM (Associate of the Royal College of Music), i el 1994 es va graduar amb el títol de Pianista de Concert.
Des del seu debut al Wingmore Hall (Regne Unit), ha actuat a la plaça de St. John Smith, el Fairfield Hall i als principals escenaris en la Gran Bretanya. Ha fet gires extenses per 45 països a Europa, Amèrica, Àsia i la regió del Golf Pèrsic, realitzant recitals solistes, música de cambra i concerts amb orquestres de Turquia, Hongria, Bèlgica, Ucraïna, Bulgària, Grècia i Belarús, entre moltes d'altres.
Des del 2001 és Consellera Especial d'Art per al President de la República Turca del Nord de Xipre i també per als festivals internacionals de Bellapais i Lefke, i com a professora visitant de piano a l'Eastern Mediterranean University.